# Klingelbach (Efze)
Der Klingelbach ist ein 4,6 km langer östlicher, orografisch rechter Zufluss der Efze in Nordhessen, Deutschland. Er gehört zum Flusssystem und Einzugsgebiet der Weser und verläuft in seiner gesamten Länge im Schwalm-Eder-Kreis.

## Verlauf
Der Bach entspringt in einem  Waldgebiet am Osthang des Mosenbergs auf etwa 330 m ü. NN, südwestlich des Eilertshofs und nördlich des Guts Sauerburg, und umfließt zunächst in einer engen und tief eingeschnittenen Schlucht den Großen Mosenberg im Südosten und Süden. Der Wald auf beiden Seiten der Schlucht, nicht aber die Schlucht als solche, gehört zum 64 Hektar großen Naturschutzgebiet Mosenberg bei Homberg (CDDA-Code 164698). Nach seinem Austritt aus dem Waldgebiet nach etwa 1 km an der Südseite des Bergs durchfließt der Bach in südwestlicher Richtung eine Felder- und Wiesenlandschaft, und nur der Bachlauf selbst ist von Büschen und gelegentlichen Bäumen gesäumt. Nach etwa 2 km biegt der Bach kurz vor Mardorf nach Nordwesten um und fließt dann durch Mardorf. 

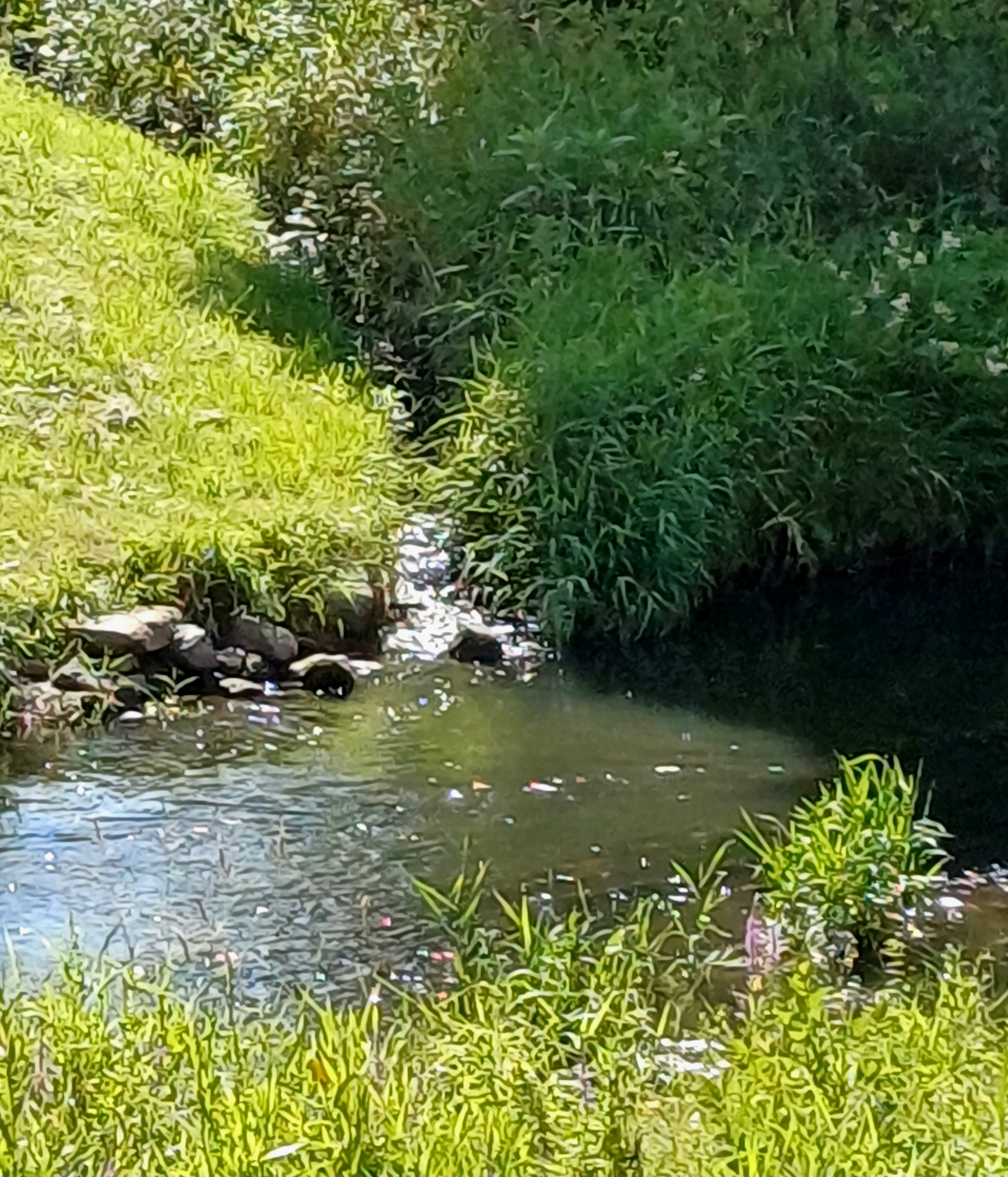
Mündung Klingelbach

Etwa 1 km weiter nordwestlich unterquert er die Bundesstraße 254, um kurz darauf am östlichen Ortsrand von Berge, unmittelbar südlich der Kreisstraße 47, auf etwa 175 m ü. NN in die von Süden kommende Efze einzumünden.

## Unterhalt
Der Bach gehört zum Unterhaltungsgebiet des Wasserverbands Schwalm.